# Lioni
Lioni község (comune) Olaszország Campania régiójában, Avellino megyében.

## Fekvése
A megye délkeleti részén fekszik. Határai: Bagnoli Irpino, Calabritto, Caposele, Morra De Sanctis, Nusco, Sant’Angelo dei Lombardi és Teora.

## Története
Elődje egy ókori szamnisz település volt, amelyet a rómaiak pusztítottak el. A mai települést a longobárdok alapították Leoni néven. A középkor során nemesi birtok volt. Első templomát a Santa Maria Assunta a longobárdok építették még az alapítás idején. Az 1536-os földrengés a település épületeinek nagy részét romba döntötte. A 19. században nyerte el önállóságát, amikor a Nápolyi Királyságban felszámolták a feudalizmust. A településen az 1980-as földrengés is súlyos károkat okozott.

## Népessége
A népesség számának alakulása:

## Főbb látnivalói

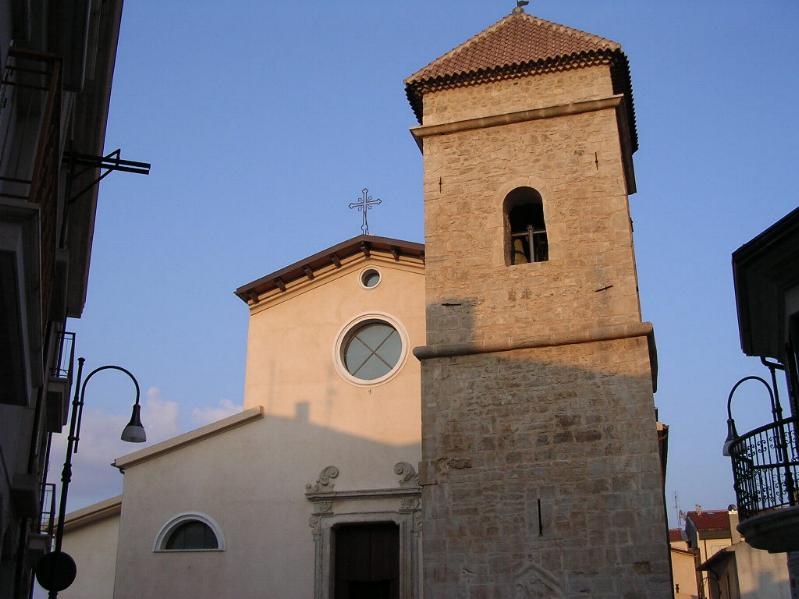
Santa Maria Assunta

- Villa Bianchi
- Sant'Antonio-templom
- Santa Maria del Piano-templom
- San Rocco-templom
- San Carlo-templom
- Santa Maria Assunta-templom
- Madonna dell’Annunziata-templom

## Közlekedés
A Lioni vasútállomás a város déli szélén található az Avellino–Rocchetta Sant’Antonio-vasútvonalon, amelyet már nem használnak személyszállításra.